# Intestino

L'apparato digerente inferiore

L'intestino è un organo dell'apparato digerente, ultima parte di quest'ultimo. Si presenta come un tubo di diametro variabile con pareti flessibili, ripiegato più volte su sé stesso.

## Anatomia umana
L'intestino è distinto in due parti principali, intestino tenue e intestino crasso. 

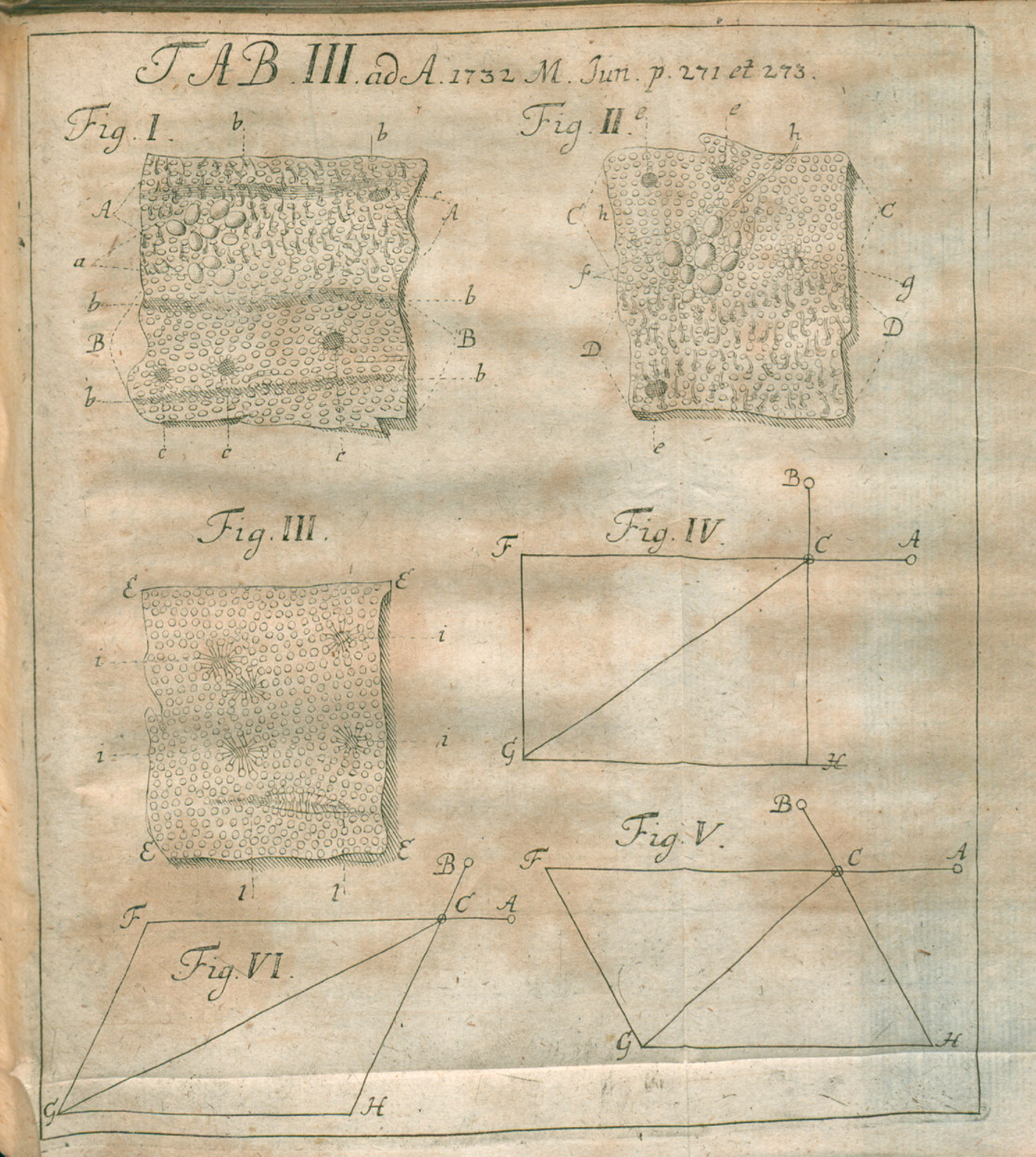
Fig.1-3 illustrazioni relative a studi sull'intestino pubblicate sul numero del 1732 degli Acta Eruditorum

### Intestino tenue
L'intestino tenue è un organo cavo di forma tubulare, con una lunghezza media di 8 metri, ma con una certa variabilità, che nella femmina è generalmente compresa tra 3 e 7,2 m, mentre nel maschio è generalmente compreso tra 4,8 e 7,8 m. Anatomicamente viene suddiviso in tre tratti, chiamati duodeno, digiuno e ileo.

### Intestino crasso
L'intestino crasso è lungo mediamente 2 m, con un diametro di circa 2,5 cm. 
Il punto di collegamento tra l'intestino tenue e quello crasso sono l'ileo (ultimo tratto del tenue) e il cieco (primo tratto del crasso).
Anatomicamente viene suddiviso in tre tratti che vengono rispettivamente chiamati: cieco, colon (ulteriormente diviso in ascendente, trasverso, discendente e sigmoideo o ileopelvico) e retto.

## Patologie
La normale fisiologia dell'intestino è alterata da possibili disturbi che riguardano la motilità o la secrezione, ulcere duodenali e malassorbimento.
L'intestino è interessato da tumori, occlusioni o da lesioni vascolari: queste ultime sono date da occlusioni trombotiche di rami dell'arteria mesenterica superiore (anche da strongili) e aneurisma dissecante dell'arteria aorta.
L'intestino crasso può essere interessato da megacolon, cioè un difetto nell'innervazione da parte dei plessi di Auerbach e Meissner con dilatazione della parte sovrastante quella innervata, data spesso anche da tripanosomiasi.

## Interazioni col cervello
Alcune ricerche e libri hanno illustrato la relazione intercorrente tra l'intestino e il cervello, con particolare riferimento ad alcune funzioni e stati d'animo.
Uno studio condotto su topi senza germi vivi nell'intestino ha rilevato che mostravano un comportamento sfuggente e ansioso, attribuito a una maggiore attività dell'amigdala basolaterale, l'area del cervello collegata all'elaborazione della paura e dell'ansia . Viceversa, somministrando alcubi batteri intestinali e dell'indolo, un composto prodotto da questi ultimi, entrambi i trattamenti aiutavano a normalizzare l'attività delle cellule cerebrali e a ridurre l'ansia.